# Почукай на вратата ми
„Почукай на вратата ми“ (на турски: Sen Çal Kapımı) e турски романтично-комедиен сериал, излъчван премиерно от 8 юли 2020 г. по сценарий на Айше Юнер Кутлу. Режисьор е Алтан Дьонмез.

## Излъчване
| Сезон | Епизоди | Начало на сезона | Край на сезона   | Всички епизоди | ТВ сезон    | ТВ канал | Дата и час                 |
| ----- | ------- | ---------------- | ---------------- | -------------- | ----------- | -------- | -------------------------- |
| 1     | 39      | 8 юли 2020       | 17 април 2021    | 1 – 39         | 2020 – 2021 | FOX      | сряда/събота (20:00/22:45) |
| 2     | 13      | 9 юни 2021       | 8 септември 2021 | 40 – 52        | 2021        | FOX      | сряда (20:00)              |

## Излъчване в България
| Сезон | Епизоди | Начало на сезона   | Край на сезона     | Всички епизоди | ТВ сезон       | ТВ канал | Дата и час                 |
| ----- | ------- | ------------------ | ------------------ | -------------- | -------------- | -------- | -------------------------- |
| 1     | 121     | 6 юни 2022 г.      | 21 ноември 2022 г. | 1 – 121        | 2022 г.        | bTV Lady | всеки делник (21:30/22:00) |
| 2     | 40      | 22 ноември 2022 г. | 16 януари 2023 г.  | 122 – 161      | 2022 – 2023 г. | bTV Lady | всеки делник (22:00)       |

## Сюжет

#### Първи сезон
Еда Йълдъз (Ханде Ерчел) е мила, добра и честна. Тя живее с леля си Айфер (Еврим Доган) и ѝ помага в работата. Еда иска да учи в чужбина и е сигурна, че това ще се случи, но мечтите ѝ се провалят заради Серкан Болат (Керем Бюрсин). Той е един от най-богатите хора в Истанбул. Неговата фирма трябва да даде стипендии на студентите, но в последния момент стипендиите са отказани и това проваля мечтите на Еда. Тя търси отмъщение и надрасква колата на Серкан с ключове и червило, след което се закопчава за него с белезници. След няколко дни тя замества нейна приятелка като стюардеса и се озовава в самолета, в който пътува и Серкан. Той ѝ предлага да се преструва на негова годеница за 2 месеца, като с това иска да накара бившата си приятелка Селин (Биге Йонал), да се върне при него, а не да се омъжи за друг. Еда се съгласява с предложението на Серкан. Но Селин все пак решава да се омъжи и е изоставена от годеника си на брачния олтар.  
Междувременно преструвката на Серкан и Еда постепенно се превръща в истинска любов и Серкан я догонва и и казва "Аз съм лудо влубен в теб", след което решава да замине заедно с Еда за Италия, когато тя решава да продължи образованието си. Баща му  обаче разбира, че семейството, което е унищожил – макар и непряко – преди много години – е било точно семейството на Еда. Когато баща му намира смелост и му признава истината, Серкан  решава да се раздели с Еда, за да не я нарани. Междувременно се появява Ефе Акман, който наема Еда като негова асистентка.  
Еда разбира  истината за смъртта на родителите си (във вилата, в която са прекарали годишнината си, една от стените се срутва върху тях поради недостиг на материали и некачествено изпълнение на подизпълнителите, наети от бащата на Серкан). Първоначално Еда решава да се раздели със Серкан, но впоследствие му прощава, защото осъзнава, че той няма вина за това, тъй като то се е случило, когато и двамата са били деца. Селин напуска и продава акциите си на Серкан. На нейно място идва Балджа Коджак. Появява се и бабата на Еда - Семиха (Айшегюл Ишсевер), която принуждава внучката си да сложи край на връзката със Серкан, като я заплашва, че ако не го направи, ще навреди на Серкан и на семейството му. Еда е принудена да се раздели с любовта на живота си, но по-късно двамата отново се събират - Еда му предлага брак в самолета, а бабата на Еда в крайна сметка ѝ прехвърля дела си в компанията.  
В навечерието на сватбата Серкан е принуден спешно да отиде по работа в Италия, самолетът му се разбива при съмнителни обстоятелства и той изчезва. След 2 месеца се оказва, че Серкан е получил ретроградна амнезия, заради която забравя всичко, случило му се в годината преди катастрофата. Селин е използвала това, за да му внуши, че двамата още имат отношения и за да се върне като пиар на компанията. Еда е решена да помогне на Серкан да си спомни това, което е забравил, на всяка цена. Серкан си спомня всичко в деня на фалшивата сватба на Еда и приятеля ѝ Денис (Сарп Джан Кьороулу) и се разделя със Селин. След няколко дни Селин разбира, че е бременна и казва на всички, че бебето е на Серкан, но то реално е на Денис. Селин казва на Денис, че Еда и Серкан са скъсали и ако Денис си изиграе добре картите, ще спечели. Еда не може да приеме факта, че Селин е бременна и решава да замине за Ню Йорк, но на летището Серкан я спира точно преди да тръгне към самолета. Когато Серкан припада от стреса, Еда го води в болница, където случайно разбира, че бебето на Селин не е на Серкан, а на Денис. На другия ден лекарят казва на Серкан, че са му открили тумор в мозъка, но той не иска Еда да знае за неговата болест. Затова Серкан решава да прекарва колкото се може повече време с Еда, защото не се знае дали ще може да се излекува от болестта. Двамата правят списък с желанията си и се заемат да ги изпълнят. Докато са на почивка с тяхната каравана, Еда случайно намира папката с тестовете на Серкан и разбира за болестта му...  

#### Втори сезон
Минали са 5 години и Серкан вече се е излекувал, но с Еда не са заедно (по време на лечението му той се е затворил в себе си и е отблъснал Еда без да има никаква представа, че тя е бременна с детето им). Докато пътува за хотел в Шиле, където има нов проект, Серкан случайно се среща с момиченцето Кираз (Мая Башол), която е общата им дъщеря с Еда, но тя не иска Серкан да знае това. Затова известно време с Мело (Елин Афаджан) се преструват, че Кираз е нейна дъщеря. Пъръл (Башак Гюмюлчинелиоглу) и Енгин (Анъл Илтер) също имат детенце – момченце – Джан (Ахмет Метекообу). В крайна сметка Еда признава на Серкан,че той е бащата на Кираз, а той ѝ споделя, че не може да има деца и Кираз е тяхното чудо. На рождения си ден Кираз мистериозно изчезва и всички започват да я търсят. Серкан я намира на един хълм, на който тя изпраща балон с писмо за баща си, за когото знае, че е астронавт, след което я връща на празненството за рождения ѝ ден. Малко по-късно същия ден, докато тече празненството, Серкан най-сетне събира смелост и признава на Кираз, че е неин баща – дори го прави в костюм на астронавт – така той сбъдва мечтата ѝ баща ѝ да си дойде.  
Няколко дена по късно Еда разбира,че Айдан (Неслихан Йелдан) води дело за попечителството над Кираз, но Серкан също вижда, че лелята на Еда събира доказателства срещу него. Няколко месеца по късно се води делото за попечителство. Съдът решава те двамата да живеят заедно в мир и разбирателство. 
Старата приятелка на Серкан Хюлия предлага на Еда и Серкан да живеят два дена без лъжи.Те се хващат на бас, ако Еда хване Серкан в лъжа той ще я остави на мира, но ако Серкан хване Еда в лъжа той ще остане в къщата за две седмици. Серкан печели с мисълта да накара Еда да се влюби лудо в него отново. След няколко дена Хюлия им съобщава какъв е вторият кръг. Там трябва всеки да каже негова тайна, но Сейфи (Алиджан Айтекин) съобщава пред всички за връзката на Айдан и Кемал (Синан Албайрак). Докато всички говорят с Хюлия, Кираз припада, защото е яла ягодов сладкиш, а е алергична към ягоди. Тя влиза в болница. Серкан, Еда и останалите отиват в болницата. Пристига и Кемал. Той казва, че също е алергичен към ягоди, както и Серкан и Кираз, и е влизал в болница. Айдан се съмнява да не би Кемал да е баща на Серкан. Кираз вече нарича Серкан татко. 
След няколко дни ДНК теста излиза и се оказва, че наистина Кемал е баща на Серкан. Серкан и Еда са отново заедно. Той и  предлага брак , като вече е организирал сватбата. Тя према. Няколко дни по късно ART Life е пред фалит, но Пъръл не казва на никой освен на Енгин. Еда разбира, докато със Серкан са на меден месец. Когато Серкан разбира, той е обиден, че не са му казали. Той продава акциите си и започва работа като академик. Серкан и Еда научават, че чакат бебе и казват на всички. Серкан е вманиачен, че ще става баща за втори път. Той иска съпругата и детето му да са здрави и да не изпусне никакъв важен момент. Еда е ядосана поради тази причина . Като двамата преминават различни трудности по време на бременността на Еда, а накрая Серкан изражда сам детето им. 
Серкан, Еда, Кираз и синът им Алп живеят дълъг живот, пълен с различни изпитания и и се обичат – като истинско семейство.

## Актьорски състав
- Керем Бюрсин – Серкан Болат
- Ханде Ерчел – Еда Йълдъз-Болат
- Неслихан Йелдан – Айдан Болат
- Еврим Доан – Айфер Йълдъз
- Анъл Илтер – Енгин Сезгин
- Елчин Афаджан – Мелек Юджел – Мело
- Башак Гюмюлджинелиоглу – Пъръл Байтекин-Сезгин
- Дорукхан Кенгер – Дженк
- Алиджан Айтекин – Сейфи Чичек
- Сарп Бозкурт – Ердем Шангай
- Синан Албайрак – Кемал Йозджан
- Мая Башол – Кираз Йълдъз-Болат
- Ахмет Ефе Метекообу – Джан Сезгин
- Синан Хелваджъ – Бурак
- Айше Акън – Дениз
- Сина Йозер – Керем
- Дога Йозюм – Пина Болат
- Илказ Арслан – Лейля Хактан
- Чааръ Чътанак – Ферит Шимшек
- Биге Юнал – Селин Атакан
- Мелиса Дьонгел – Джерен Башар
- Илайда Чевик – Балджа Коджак
- Сарп Джан Кьороулу – Денис Сарачхан
- Севджан Яшар – Севда
- Хакан Карахан – Александър Зуко
- Ситаре Акбаш – Фиген Йълдъръм
- Айшегюл Ишсевер – Семиха Йълдъръм
- Ахмет Марк Сомерс – Алптекин Болат
- Али Ерсан Дуру – Ефе Акман
- Исмаил Еге Шашмаз – Каан Карадаг

## В България
В България сериалът започва на 6 юни 2022 г. по bTV Lady и завършва на 16 януари 2023 г. На 19 юни започва излъчване по bTV и завършва на 8 ноември. На 17 март 2024 г. стартира отново в ефира на bTV Story и приключва на 23 февруари 2025 г. Дублажът е на студио VMS. Ролите се озвучават от Елена Бойчева, Светлана Смолева, Станислав Димитров, Симеон Владов и Ирина Маринова.

## Противоречия
На 11 февруари 2021 г. Върховният съвет за радио и телевизия на Турция РТУРК глобява телевизия FOX Турция заради показани сцени на сексуален акт между главните герои в джакузи и душ-кабина и еротичен масаж в излъчения на 23 януари същата година 28 епизод от сериала с мотива, че сцената е неприемлива за гледане в семейна среда, покварява младежта и насърчава към сексуална разюзданост. Глобата предизвиква много негативни коментари в интернет и социалните мрежи.